# 福氏美銀漢魚
福氏美銀漢魚（学名：Atherinomorus forskalii）為輻鰭魚綱銀漢魚目銀漢魚科的其中一種，分布於西印度洋紅海海域，體長可達13.3公分，為熱帶魚類，棲息在珊瑚礁海域，以小型無脊椎動物為食，生活習性不明。